# Осей Кофі Туту І
Осей Кофі Туту І був одним із засновників Імперії Ашанті (Асанте), разом із священиком Окомфо Анкойем, якому також належить значна роль в заснуванні держави. Ашанті -  це могутні, войовничі та високодисципліновані жителі Західної Африки. Осей Туту очолив союз держав Асанте проти регіонального гегемона, Денкіри і повністю переміг її. Силою зброї та дипломатії, він спонукав правителів інших міст-штатів регіону Асан заявити про вірність Кумасі, столиці його імперії. Протягом всієї своєї кар'єри він користав із порад священника Анокея, чий духовний авторитет над людьми суттєво допоміг у заснуванні імперії.

## Заснування Конфедерації Ашанті
Імперія Асанте була офіційно сформована в 1701 році, а Осей Туту був коронований, як Асантейн (король всіх Ашанті). Він займатиме цю позицію до своєї смерті в 1717 році в битві проти Акіму. Осей Туту був четвертим правителем королівської історії Асанте, зайнявши престол після свого дядька Обирі Єбоа. Асанте складають найбільший контингент тві-мовних жителів регіону Акан. Аканське суспільства матрилінійне, з  приналежністю до материнського клану. Цей принцип визначає правонаступництво та статус в суспільстві. Осей Туту належав до клану Оуоко Абусуа.

## Передумови
До середини XVI століття попередні переселення груп Абусуа призвели до розвитку ряду племінних груп Акан в радіусі 30-мильної зони навколо сучасного м. Кумасі в Гані. Густа концентрація племен у цій обмеженій області стала можливою завдяки тому, що регіон є відомим центром видобутку золота; два важливих торговельних шляху — один з Дженні і Томбукту в західному Судані, а інший — Хаусаленд. Ці держави перебували під впливом Денкіри. У середині 17 століття в регіон прибула остання з племінних груп Абусуа, Ойоко Абусуа.
Використовуючи взаємну ненависть Абусуа до свого гнобителя, Осею Туту та його священику-раднику Окомфо Анокею вдалося об'єднати ці держави в військовий Союз Асанте. Це був ретельно організований політичний та культурний процес, який здійснювався послідовно.

## Золотий Табурет
Союз духовно був закріплений завдяки Золотому Табурету, який Окомфо Анокей за легендою прийняв з неба. Табурет символізував втілення душі людей Асанті. Правитель, релігійний та політичний лідер, і володар Золотого Табурету, отримав титул асантейн, і згодом ним став Осей Туту.

## Осей Туту як асантейн
Кумасі був обраний столицею Союзу Асанте, і Осей Туту отримав титули кумашіне і асантейн. Одразу ж був започаткований щорічний Фестиваль «Одвіра» (Odwira). Фестиваль став загальним святом, на якому були присутні всі держави-члени, що послужило об'єднуючою силою для імперії. На фестивалі «Одвіра» були вирішені суперечки між начальниками. Асантейн був єдиним, котрим дозволили сидіти на золотому табуреті, тому що він був вибраний предками.

## Влада короля
Осей Туту, за сприяння Окомфо Анкея, розробив нову конституцію для Союзу. На чолі об'єднання стояв асантейн, який також носив титул кумашине разом із королями держав союзу, які утворювали Конфедерацію чи Раду Союзу. Влада Асантейна не була абсолютною, хоча Осей Туту користувався деспотичним типом правління. Він був не тільки головнокомандуючим військ, але і технічно головним священиком — хоча на практиці Асантейн ділив владу із справжніми священиками. Його титул як первосвященика, означав, що він сам представляв не лише державу, а й суспільство. Таким чином він мав харизматичний авторитет, що сприяло стабільності його влади, бо атака на короля, за таких умов, прирівнюється до атаки на дух предків.

## Військові сили
Однією з головних завдань формування Союзу Асанте було повалення Денкіри, Осей Туту підсилив військову організацію Союзу. Схоже, запозичуючи військову організацію з Акваму, Осей Туту перетворив армію Союзу на ефективні і дієві бойові частини. Він використовував ефективну тактику — пінцера, що передбачала атаку зліва, справа і ззаду. Цю тактику завдяки дієвості, пізніше було прийнято всіма малими державами, які були приєднані державою Асанте.

## Розширення імперії
Коли союз створив свою військову організацію, Осей Туту вступив у війни за розширення території.
Після того, як помстився за смерть дядька та приєднання деяких непокірних держав, зосередився на боротьбі з державою Денкірі. У 1701 р. абсолютна поразка сусідніх королівств суперників Ашанті, вперше привернула увагу європейців до узбережжя Асанте. Перемога забезпечила усунення посередників на торговому шляху  до узбережжя і дозволила Асанті збільшити обсяги торгівлі з європейцями.

## Смерть
У 1717 році Осей Туту був убитий у війні проти Акіму. На початку боротьби він недооцінив Акім, невелику державу, воїни якої йшли в бій без звичайних «чарівних амулетів» і навіть залишили частину своєї броні в Кумасі. Одного разу, коли він рухався по р. Пра на каное, його вразили кулі снайперів і стрільців, які ховалися між деревами. Асантейн Осей Туту І помер за кілька хвилин після поранення. Його останніми словами були «Ankah me nim a» (Якби тільки я знав), явний натяк на недооцінку Акіму. До теперішнього дня володарям Золотого Табурета забороняється перетинати річку Пра.

## Спадщина
Осей Кофі Туту I та його радник, Окомфо Анокей, створили Союз Асанте з ряду різних груп Абусуа, використовуючи суперництво та ненависть до загального ворога — Денкіри. Уміло використовуючи комбінацію духовної догматики та політичної майстерності і підтримуючи військову підготовку, Осей Туту втричі збільшив розмір маленького королівства Кумасі, який він успадкував від свого дядька Обирі Єбоа, і заклав основи для створення імперії Ашанті.